# 愚者眼界
愚者眼界，是日本純種競賽馬匹。生涯活躍於大長途賽事，尤其於海外賽事大放異彩，如曾於2022年分別在阿聯酋和沙特阿拉伯勝出杜拜金盃和紅海草地讓賽。

## 出賽前
2015年2月22日出生於北海道千歲市社台牧場，成長途中於一口馬主俱樂部Shadai Race Horse Co. Ltd.進行馬主募集。
其後交由栗東訓練中心練馬師矢作芳人訓練。

## 競賽生涯

### 2歲
2017年12月10日出戰中京競馬場2歲新馬戰，比賽初段選擇一直保持於先頭位置，進入直路後隨即加速衝出，最終輕鬆拋離對手2 1/2馬位取得首勝。
其後跳級出戰希望錦標，因而於賽前僅獲得第八人氣的低評價。比賽開始後，其選擇於較後的位置推進，於比賽途中一直維持於約莫第十三左右的位置。通過第三彎道時，其順應騎師中谷雄太的指示逐步發力，於第四彎道已經抽出外檔中團的位置。進入直路後，其以不俗的姿態展開加速，最終僅敗於Time Flyer及險峰懸壁爆冷取得一席第三。

### 3歲
2018年年初以共同通信盃作爲首戰，然而於比賽途中受到體態崩壞的影響，始終未能順利加速，最終以第十大敗。
經歷約3個月的休養後於5月5日在京都新聞盃中復出，由於主戰騎師中谷於賽前一個月落馬受傷，因而由藤岡佑介代打。比賽開始後，其迅速搶佔位置保持於領放馬Meisho Tekkon後方，於比賽途中一直保持自身的節奏。進入直路後，其隨即以凌厲的速度加速衝出，最終成功超越Meisho Tekkon之餘，亦可抵擋後方天初曉的追擊，以1 3/4馬位奪得首個分級賽冠軍。

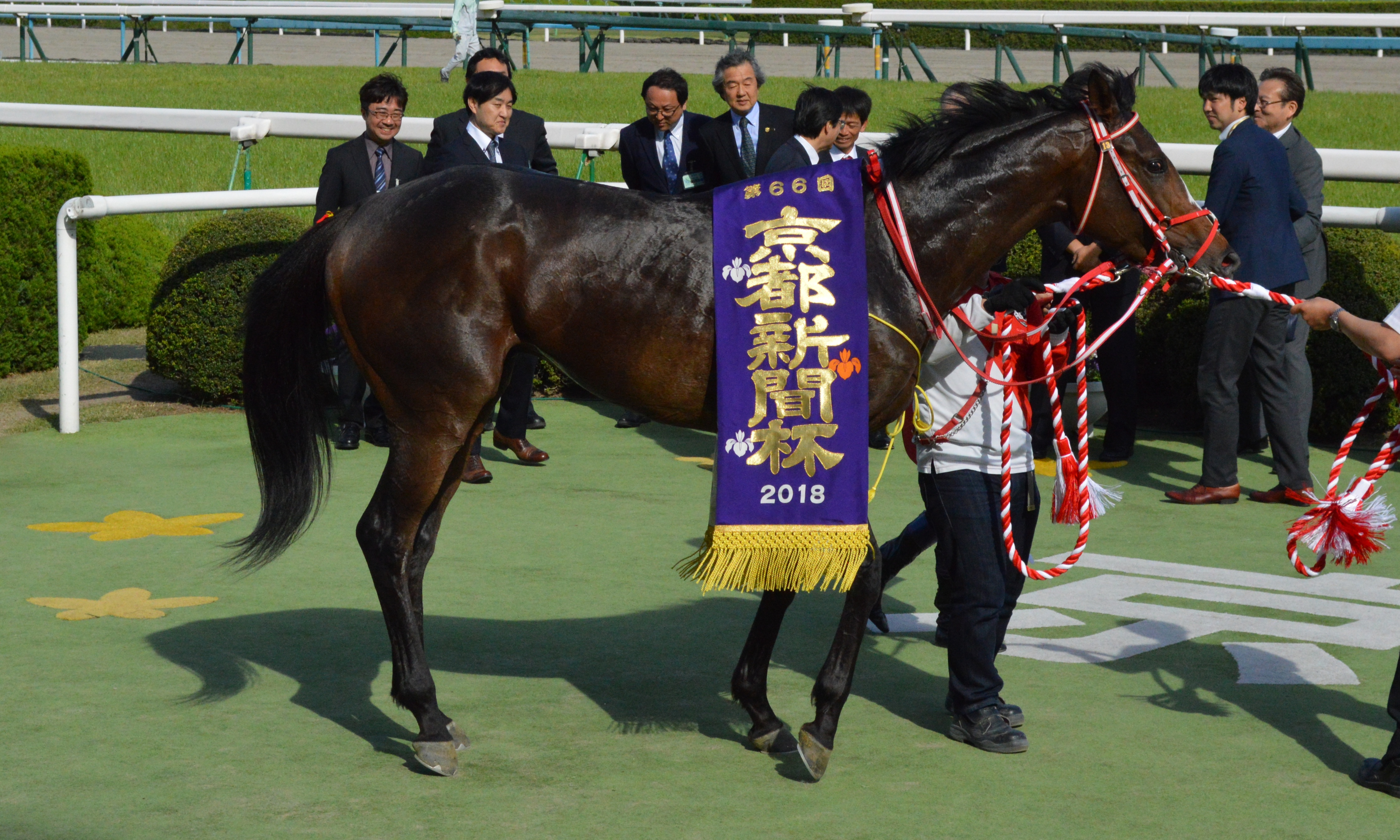
京都新聞盃頒獎儀式

然而其後出戰東京優駿（日本打吡）時，於比賽途中進入不利局面，最終於直路上失速以第十大敗而回。

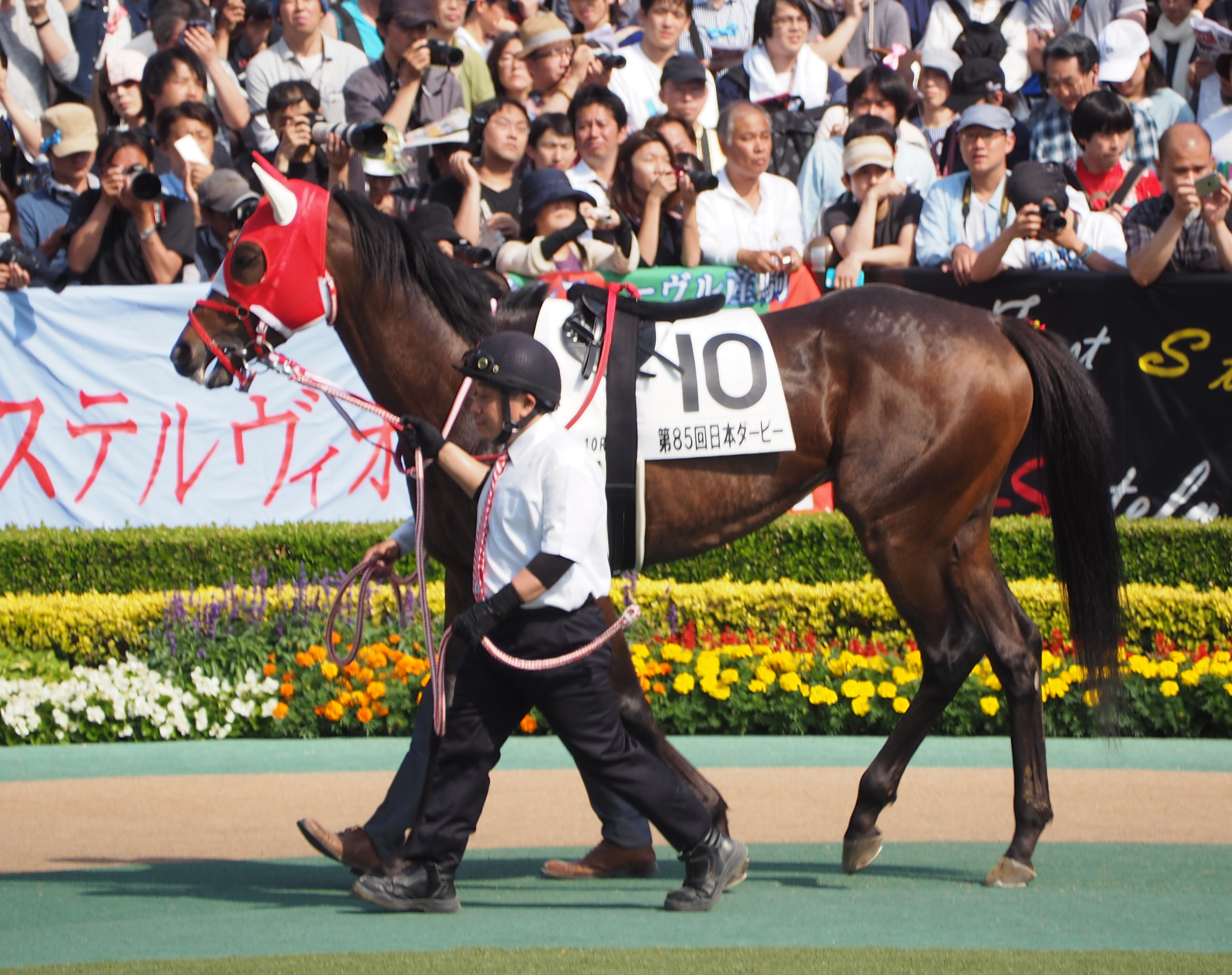
東京優駿沙圈。

入秋後繼續在經典三冠路線進發，雖然於神戶新聞盃中奪得第五的入板戰績，但於其後的菊花賞再度以第十一大敗。
12月1日出戰挑戰盃，爲其首次和年長馬匹對決。比賽途中其保持於第七左右的位置進發，於進入直路後成功跑出優勢的末腳，最終僅不敵天域皇宮及Mount Gold取得季軍。

### 4歲
2019年首戰爲中山金盃，比賽初段以穩定的節奏保持於後方約莫第十二左右的位置，並於進入對面直路後開始發力快快速爬升。通過第三彎道時，其經已憑借剛才的長距離加速進佔第三，於第四彎道時更處於第二。進入直路後，其繼續保持快速的衝刺速度，可惜於最後關頭稍爲力弱下被勝出光采超越，以1/2馬位差距得第二。
其後出戰京都紀念，本次比賽重拾先前使用過的先行戰術，於比賽途中一直保持於第四左右的位置。進入直路後，其成功於有利位置加速並搶佔先頭，但最終仍然不敵一同衝出的賽黃晶，處於下風之下再度獲得第二。
然而於4月的一級賽大阪盃，其選擇後上戰術下未能於直路順利突破，最終沉沒馬群之中下以尾二第十三大敗。
進入夏季後，其並未進入休養狀態，而是繼續出戰賽事，先於鳴尾紀念及函館紀念均取得季軍，其後於札幌紀念以第九大敗。
放草過後雖然於復出戰福島紀念僅敗於越來越愛取得一席亞軍，但於11月下旬的挑戰盃卻大幅失準，最終以第十落敗。

### 5歲
2020年首戰爲美國賽馬會盃，比賽途中成功以先行戰術順利帶出，最終僅敗於後上的防爆裝束取得第二。
其後雖然於京都紀念維持良好表現獲得第三，但4月再度挑戰大阪盃卻以第九大敗。
完成大阪盃後，其於5月出戰長途賽事目黑紀念，以穩定的節奏在比賽中推進，最終獲得第三。
入秋後保持不俗的姿態，最終於二級賽產經賞及京都大賞典分別斬獲第三及第五。

### 6歲
2021年再度以美國賽馬會盃作爲年度首戰，比賽途中採用先行戰術，於直路上發揮出不俗的末腳速度，最終以第四完賽。
2月14日出戰京都紀念，比賽初段迅速搶佔位置保持於第二，通過第三彎道後更取代失速的領放馬笑臉迎人成爲領先的賽駒。進入直路後，其繼續於先頭位置保持高速的巡航速度，但最終被後方跑出全場最快末腳的廄侶唯獨愛你超越並拉開1 1/4馬位落敗。
其後原定出戰日經賞，但於賽前被發現患有蜂窩組織炎而避戰。
休養過後於札幌紀念復出，然而於比賽途中被騎師坂井瑠星察覺異常，最終於第四彎道被拉停並判定爲比賽中止。賽後經過詳細檢查，確認其除出現心房顫動外並無任何大礙。
由於狀態康復良好，其於年間得以繼續出賽，但未能交出較爲優秀的表現，分別於產經賞、京都大賞典及福島紀念取得第五、第七及第四。
進入12月，陣營決定安排其遠征香港出戰香港瓶。比賽開始後，其繼續保持一貫的姿態，進入直路後雖然表現出衝勁，但始終未能戰勝其他對手以第五落敗。

### 7歲
2022年首戰再度以海外賽事爲目標，出戰沙特阿拉伯的紅海草地讓賽。比賽開始後，其隨即搶佔位置進行領放，並於比賽途中一直維持較慢的節奏，始終距離後方不超過2個馬位的距離。進入直路後，其以優秀的反應響應騎師李慕華的指揮順利加速，最終越帶越順之下逐步拉開後方對手，最終以4 1/4馬位戰勝愛爾蘭聖烈治錦標冠軍Sonnyboyliston取得睽違3年9個月的冠軍。
其後轉戰阿聯酋，以同爲大長途賽事的杜拜金盃作爲目標。比賽開始後，其再度以絕佳的動作搶佔位置，於比賽途中以穩定且有利自身的步伐推進。進入直路後，其於所在位置迅速進佔最前方，雖然於直路中段一度被菲國族群超越，但其後成功以優秀的衝刺速度反超對手，最終達成海外分級賽達成連勝。
回國休養一段時間過後出戰寶塚紀念，但未能於比賽途中衝出之下以第九落敗。
進入夏季，陣營宣佈其接着會以遠征法國的賽事爲主，並於8月28日出戰二級賽多維爾大賽。比賽開始後，其再度採用於沙特阿拉伯時的領放戰術，於比賽途中逐步拉開和後方對手的距離。進入直路後，由於其在比賽初段的快速領放，其經已和後方賽駒保持較大的距離，可惜其後未能維持此優勢，最終比主隊馬植物科研超越，以1 1/4馬位差距落敗。
完成多維爾大賽後，其遠征以福伊錦標接戰凱旋門大賽的路線行進，但於賽前決定避戰福伊錦標直就凱旋門大賽。比賽開始後，其雖然於初段仍然可以維持較均一的步速，然而於比賽後段受到軟地影響下無法維持節奏，最終以第十四大敗。
而於賽後，其亦被檢查出左前腳患有韌帶炎，加上其年齡已高，因而陣營決定回國後隨即安排其退役。

### 詳細賽績
| 日期       | 舉辦國家/地區 | 馬場     | 距離   | 級別 | 賽事名稱     | 負重 | 騎師     | 馬號 | 出馬 | 名次     | 時間     | 頭馬（二馬）       |
| ---------- | ------------- | -------- | ------ | ---- | ------------ | ---- | -------- | ---- | ---- | -------- | -------- | ------------------ |
| 10/12/2017 | 日本          | 中京     | 草2000 |      | 2歲新馬      | 55   | 中谷雄太 | 5    | 9    | 1        | 2:03.7   | （Ice Bubble）     |
| 28/12/2017 | 日本          | 中山     | 草2000 | GI   | 希望錦標     | 55   | 中谷雄太 | 13   | 17   | 3        | 2:01.6   | Time Flyer         |
| 11/2/2018  | 日本          | 東京     | 草1800 | GIII | 共同通信盃   | 56   | 中谷雄太 | 9    | 12   | 10       | 1:48.5   | Oken Moon          |
| 5/5/2018   | 日本          | 京都     | 草2200 | GII  | 京都新聞盃   | 56   | 藤岡佑介 | 13   | 17   | 1        | 2:11.0   | （天初曉）         |
| 27/5/2018  | 日本          | 東京     | 草2400 | GI   | 東京優駿     | 57   | 橫山典弘 | 10   | 18   | 10       | 2:24.2   | 華格納             |
| 23/9/2018  | 日本          | 阪神     | 草2400 | GII  | 神戶新聞盃   | 56   | 川田將雅 | 4    | 10   | 5        | 2:26.4   | 華格納             |
| 21/10/2018 | 日本          | 京都     | 草3000 | GI   | 菊花賞       | 57   | 藤岡佑介 | 16   | 18   | 11       | 3:07.5   | 氣自豪             |
| 1/12/2018  | 日本          | 阪神     | 草2000 | GIII | 挑戰盃       | 56   | 藤岡佑介 | 10   | 12   | 3        | 1:59.0   | 天域皇宮           |
| 5/1/2019   | 日本          | 中山     | 草2000 | GIII | 中山金盃     | 56   | 藤岡佑介 | 15   | 16   | 2        | 1:59.3   | 勝出光采           |
| 10/2/2019  | 日本          | 京都     | 草2200 | GII  | 京都紀念     | 56   | 藤岡佑介 | 10   | 12   | 2        | 2:14.8   | 賽黃晶             |
| 31/3/2019  | 日本          | 阪神     | 草2000 | GI   | 大阪盃       | 57   | 藤岡康太 | 10   | 14   | 13       | 2:02.4   | 艾恩遺跡           |
| 1/6/2019   | 日本          | 阪神     | 草2000 | GIII | 鳴尾紀念     | 56   | 藤岡佑介 | 6    | 9    | 3        | 1:59.8   | 白朗冰川           |
| 14/7/2019  | 日本          | 函館     | 草2000 | GIII | 函館紀念     | 57.5 | 中谷雄太 | 10   | 16   | 3        | 1:59.9   | 個人特色           |
| 18/8/2019  | 日本          | 札幌     | 草2000 | GII  | 札幌紀念     | 57   | 中谷雄太 | 3    | 14   | 9        | 2:01.0   | 防爆裝束           |
| 10/11/2019 | 日本          | 福島     | 草2000 | GIII | 福島紀念     | 57.5 | 中谷雄太 | 9    | 16   | 2        | 1:59.7   | 越來越愛           |
| 30/1/2019  | 日本          | 阪神     | 草2000 | GIII | 挑戰盃       | 56   | 中谷雄太 | 9    | 12   | 10       | 1:59.7   | 我走我路           |
| 26/1/2020  | 日本          | 中山     | 草2200 | GII  | 美國賽馬會盃 | 56   | 李慕華   | 10   | 12   | 2        | 2:15.2   | 防爆裝束           |
| 16/2/2020  | 日本          | 京都     | 草2200 | GII  | 京都紀念     | 56   | 岩田康誠 | 5    | 9    | 3        | 2:17.1   | 創世駒             |
| 5/4/2020   | 日本          | 阪神     | 草2000 | GI   | 大阪盃       | 57   | 岩田康誠 | 7    | 12   | 9        | 1:59.4   | 旺紫丁             |
| 31/5/2020  | 日本          | 東京     | 草2500 | GII  | 目黑紀念     | 57.5 | 坂井瑠星 | 11   | 18   | 3        | 2:29.8   | 鵠志王             |
| 27/9/2020  | 日本          | 中山     | 草2200 | GII  | 產經賞       | 56   | 田邊裕信 | 7    | 9    | 3        | 2:15.7   | 花火               |
| 11/10/2020 | 日本          | 京都     | 草2400 | GII  | 京都大賞典   | 56   | 藤岡佑介 | 6    | 17   | 5        | 2:26.0   | 耀滿瓶             |
| 24/1/2021  | 日本          | 中山     | 草2200 | GII  | 美國賽馬會盃 | 56   | 石橋脩   | 12   | 17   | 4        | 2:18.3   | 大哲學家           |
| 14/2/2021  | 日本          | 阪神     | 草2200 | GII  | 京都紀念     | 56   | 和田龍二 | 2    | 11   | 2        | 2:10.6   | 唯獨愛你           |
| 22/8/2021  | 日本          | 札幌     | 草2000 | GII  | 札幌紀念     | 57   | 坂井瑠星 | 1    | 13   | 比賽中止 | 比賽中止 | 純淨之輝           |
| 26/9/2021  | 日本          | 中山     | 草2200 | GII  | 產經賞       | 56   | 横山和生 | 16   | 16   | 5        | 2:12.3   | 瑪蓮必勝           |
| 10/10/2021 | 日本          | 阪神     | 草2400 | GII  | 京都大賞典   | 56   | 川須榮彥 | 3    | 14   | 7        | 2:25.1   | 豐收節             |
| 14/11/2021 | 日本          | 福島     | 草2000 | GIII | 福島記念     | 57.5 | 坂井瑠星 | 9    | 16   | 4        | 1:59.9   | 本初之海           |
| 12/12/2021 | 香港          | 沙田     | 草2400 | GI   | 香港瓶       | 57   | 何澤堯   | 4    | 8    | 5        | 2:28.45  | 耀滿瓶             |
| 26/2/2022  | 沙特阿拉伯    | 安都拉茲 | 草3000 | GIII | 紅海草地讓賽 | 60   | 李慕華   | 8    | 14   | 1        | 3:06.08  | （Sonnyboyliston） |
| 26/3/2022  | 阿聯酋        | 美丹     | 草3200 | GII  | 杜拜金盃     | 57.5 | 李慕華   | 9    | 13   | 1        | 3:19.64  | （菲國族群）       |
| 26/6/2022  | 日本          | 阪神     | 草2200 | GI   | 寶塚紀念     | 58   | 坂井瑠星 | 8    | 17   | 9        | 2:11.1   | 領銜               |
| 28/8/2022  | 法國          | 多維爾   | 草2500 | GII  | 多維爾大賽   | 60   | 杜滿樂   | 1    | 5    | 2        | 2:36.41  | 植物科研           |
| 2/10/2022  | 法國          | 巴黎隆尚 | 草2400 | GI   | 凱旋門大賽   | 59.5 | 李慕華   | 8    | 20   | 14       | 2:39.16  | 登山英雌           |

## 退役後
退役後，愚者眼界並未入種，而是於北海道千歲市社台牧場休養，在2023年作爲乘騎馬工作。

## 血統簡介
父系黃金旅程爲日本賽駒，生涯戰績不俗，曾勝出香港瓶，退役後配種成績亦非常優秀。祖父週日寧靜是美國三冠賽雙冠馬，退役後在日本配種，在日本馬壇相當成功，贏得多項分級賽事，其子嗣贏得巨額獎金。
母系考艾巷爲日本賽駒，生涯戰績不俗，曾勝出公開賽級別的賽事。外祖父夏威夷王爲日本賽駒，生涯戰績極爲優秀，僅得一戰未能獲勝，曾勝出一級賽NHK一哩賽及東京優駿（日本打吡），爲日本史上首匹贏得變則二冠的賽駒。

### 血統表
| 父線：週日寧靜系（Halo系）          |                              |              |                 |
| 種馬 黃金旅程 1994年（深棗色）      | 週日寧靜 1986年（棕色）      | Halo         | Hail to Reason  |
| 種馬 黃金旅程 1994年（深棗色）      | 週日寧靜 1986年（棕色）      | Halo         | Cosmah          |
| 種馬 黃金旅程 1994年（深棗色）      | 週日寧靜 1986年（棕色）      | Wishing Well | Understanding   |
| 種馬 黃金旅程 1994年（深棗色）      | 週日寧靜 1986年（棕色）      | Wishing Well | Mountain Flower |
| 種馬 黃金旅程 1994年（深棗色）      | Golden Sash 1988年（栗色）   | Dictus       | Sanctus         |
| 種馬 黃金旅程 1994年（深棗色）      | Golden Sash 1988年（栗色）   | Dictus       | Doronic         |
| 種馬 黃金旅程 1994年（深棗色）      | Golden Sash 1988年（栗色）   | Dyna Sash    | 北方風味        |
| 種馬 黃金旅程 1994年（深棗色）      | Golden Sash 1988年（栗色）   | Dyna Sash    | Royal Sash      |
| 繁殖雌馬 Kaui Lane 2006年（深棗色） | 夏威夷王 2001年（棗色）      | 金滿寶       | 淘金者          |
| 繁殖雌馬 Kaui Lane 2006年（深棗色） | 夏威夷王 2001年（棗色）      | 金滿寶       | Miesque         |
| 繁殖雌馬 Kaui Lane 2006年（深棗色） | 夏威夷王 2001年（棗色）      | Manfath      | 最後大官        |
| 繁殖雌馬 Kaui Lane 2006年（深棗色） | 夏威夷王 2001年（棗色）      | Manfath      | Pilot Bird      |
| 繁殖雌馬 Kaui Lane 2006年（深棗色） | Silver Lane 1985年（深棗色） | Silver Hawk  | 雷弼圖          |
| 繁殖雌馬 Kaui Lane 2006年（深棗色） | Silver Lane 1985年（深棗色） | Silver Hawk  | Gris Vitesse    |
| 繁殖雌馬 Kaui Lane 2006年（深棗色） | Silver Lane 1985年（深棗色） | Strait Lane  | Chieftain       |
| 繁殖雌馬 Kaui Lane 2006年（深棗色） | Silver Lane 1985年（深棗色） | Strait Lane  | Level Sands     |
| 雌系：號族：5-g                     |                              |              |                 |
| 五代內近親交配：Hai to Reason 4×5   |                              |              |                 |

## 命名由來
名字Stay Foolish（ステイフーリッシュ）出自蘋果公司聯合創始人史蒂夫·喬布斯於大學演講時的名言「求知若飢、虛心若愚」（Stay Hungry, Stay Foolish），亦有繼承父系黃金旅程名字（英文名字是Stay Gold）之意，香港則取「虛心若愚」背後的意思，引申出「愚者眼界」之翻譯。

## 外部連結
- 愚者眼界 netkeiba.com （页面存档备份，存于）
- 血統表 （页面存档备份，存于）